# Takydromus
Bičochvosti, také nazývaní, jako tenkochvosti jsou taxonomickým rodem, jenž náleží k čeledi ještěrkovitých, a obývá značnou část Asie. Často bývají také zváni, jako travní, či dlouhoocasí ještěři, jelikož jejich ocas bývá dvojnásobně, až pětinásboně delší, než jejich tělo.
Bývají zbarveni nejčastěji hnědozeleně, zeleně, postranně zdobení pruhy, či body.

## Klasifikace
- Takydromus amurensis
- Takydromus dorsalis
- Takydromus formosanus
- Takydromus hani
- Takydromus haughtonianus
- Takydromus hsuehshanensis
- Takydromus intermedius
- Takydromus khasiensis
- Takydromus kuehnei
- Takydromus sauteri
- Takydromus septentrionalis
- Takydromus sexlineatus
- Takydromus smaragdinus
- Takydromus stejnegeri
- Takydromus sylvaticus
- Takydromus tachydromoides
- Takydromus toyamai
- Takydromus wolteri